# Костинецька сільська рада
Костине́цька сільська́ ра́да — адміністративно-територіальна одиниця та орган місцевого самоврядування у Сторожинецькому районі Чернівецької області. Адміністративний центр — село Костинці.

## Загальні відомості
- Населення ради: 1 837 осіб (станом на 2001 рік)

## Населені пункти
Сільській раді були підпорядковані населені пункти:
- с. Костинці
- с. Ясени

## Склад ради
Рада складалася з 16 депутатів та голови.
- Голова ради: Возний Сергій Володимирович
- Секретар ради: Медвідь Дмитро Ілліч

### Керівний склад попередніх скликань
|  | Прізвище, ім'я, по батькові | Основні відомості                                                               | Дата обрання | Дата звільнення |
|  | --------------------------- | ------------------------------------------------------------------------------- | ------------ | --------------- |
|  | Гринчук Георгій Степанович  | Сільський голова, 1957 року народження, освіта вища, безпартійний               | 28.10.1992   | 22.03.2002      |
|  | Масіян Віктор Октав'янович  | Сільський голова, 1955 року народження,вища освіта,безпартійний                 | 26.03.2006   | 31.12.2013      |
|  | Возний Сергій Володимирович | Сільський голова, 1966 року народження, освіта середня спеціальна, безпартійний | 25.05.2014   |                 |

Примітка: таблиця складена за даними сайту Верховної Ради України

### Депутати
За результатами місцевих виборів 2010 року депутатами ради стали:

#### За суб'єктами висування
| Суб'єкт висування             | Кількість обраних депутатів | %    |
| ----------------------------- | --------------------------- | ---- |
| Самовисування                 | 15                          | 93,8 |
| Політична партія «Фронт Змін» | 1                           | 6,3  |

#### За округами
| № округу                      | Прізвище, ім'я, по батькові      | Дата визнання обраним | Освіта             | Партійна приналежність              | Відомості про обраного депутата                  |
| ----------------------------- | -------------------------------- | --------------------- | ------------------ | ----------------------------------- | ------------------------------------------------ |
| Політична партія «Фронт Змін» |                                  |                       |                    |                                     |                                                  |
| 6                             | Мангер Омелян Деонізійович       | 03.11.2010            | середня            | член Політичної партії «Фронт Змін» | пенсіонер                                        |
| Самовисування                 |                                  |                       |                    |                                     |                                                  |
| 1                             | Сернавський Іван Євгенович       | 03.11.2010            | середня спеціальна | позапартійний                       | пенсіонер                                        |
| 2                             | Бандуровський Іван Сильвестрович | 03.11.2010            | середня спеціальна | позапартійний                       | ДНЗ № 24 м. Чернівці, сторож-двірник             |
| 3                             | Марценяк Ярослав Ілліч           | 03.11.2010            | незакінчена вища   | позапартійний                       | Костинецька загальноосвітня школа, вчитель       |
| 4                             | Тудан Зіновія Теодорівна         | 03.11.2010            | середня спеціальна | позапартійна                        | Костинецька сільська рада, бухгалтер             |
| 5                             | Масіян Світлана Ксенофонтівна    | 03.11.2010            | вища               | позапартійна                        | Костинецька загальноосвітня школа, вчитель       |
| 7                             | Штефюк Ярослав Ілліч             | 03.11.2010            | середня            | позапартійний                       | тимчасово не працює                              |
| 8                             | Рогозевич Євген Аспазійович      | 03.11.2010            | середня            | позапартійний                       | приватний підприємець                            |
| 9                             | Крушніцька Леонтіна Георгіївна   | 03.11.2010            | середня            | позапартійна                        | Костинецька сільська рада, секретар              |
| 10                            | Струтинська Валентина Михайлівна | 03.11.2010            | середня спеціальна | позапартійна                        | Клстинецький сільський клуб, завідувачка         |
| 11                            | Марценяк Лідія Степанівна        | 03.11.2010            | середня            | позапартійна                        | тимчасово не працює                              |
| 12                            | Іванович Володимир Веспазіанович | 03.11.2010            | середня            | член Політичної партії «Фронт Змін» | тимчасово не працює                              |
| 13                            | Манзюк Михайло Георгійович       | 03.11.2010            | середня спеціальна | позапартійний                       | Ясенська загальноосвітня школа І-ІІ ст., вчитель |
| 14                            | Гуцан Ілля Лазарович             | 03.11.2010            | середня спеціальна | позапартійний                       | тимчасово не працює                              |
| 15                            | Гаврилюк Ігор Степанович         | 03.11.2010            | середня            | позапартійний                       | тимчасово не працює                              |
| 16                            | Альбота Григорій Євгенович       | 03.11.2010            | середня            | член Партії регіонів                | приватний підприємець                            |